# Lappee
Lappee est une  ancienne municipalité de Carélie du Sud en Finlande.

## Histoire
En 1906, des parties de Lappee sont transférées à la municipalité nouvelle de Nuijamaa et en 1921 à la municipalité de Vahviala. 
En 1932, la place de marché de Lauritsala est séparée de Lappee et des zones limitrophes sont transférées à Lappeenranta, ce faisant Lappee a perdu plus de la moitié de sa population.
Par le traité de Moscou, plusieurs dizaines de kilomètres carrés de Lappee sont cédés à l'Union soviétique, mais en 1946, les villages de Hiivaniemi et Luo, de la municipalité de Vahviala, sont transférés à Lappee.
Le 1er décembre 1967, Lappee et Lauritsala sont absorbées par Lappeenranta.
Au 1er décembre 1966, la superficie de Lappee était de 574,3 km2 et au 31 décembre 1966 elle comptait 11 906 habitants.
Avant sa fusion Lappee avait pour communes voisines Lappeenranta, Lauritsala, Joutseno, Lemi, Luumäki, Nuijamaa, Taipalsaari et Ylämaa.